# ミズーリ州の歴史
ミズーリ州の歴史（ミズーリしゅうのれきし、英:History of Missouri）では、主に、アメリカ合衆国ミズーリ州となった地域に、ヨーロッパ人が探検を始めてからの歴史を概説する。

## 17世紀
1673年、ジャック・マルケット神父とルイ・ジョリエがカヌーでミシシッピ川を下り、後にミズーリ州となる地域を進んだ。1682年、ロベール・ド・ラサールはルイジアナ領土をフランスのものと主張した。
この時から19世紀にミシシッピ盆地で初めての鉄道が敷かれるまで、ミシシッピ水系がこの地域で唯一の通信と交通の手段だった。フランス支配の初期は、先住民族との交易が唯一の主要産業だった。これにはカバノキ樹皮のカヌーや丸木船が使われた。

## 18世紀
1720年までに、五大湖やミシシッピ川河口を通って移民が大挙して入植した。急速に拡大する商業の需要に合わせて、バージやkeelboat（en:Keelboat）が導入された。1720年にはまた、フランス人フィリップ・フランソア・ルノーによって初めての黒人奴隷がミズーリ地域にもたらされ鉛の採鉱に携わった。鉱山業者はミシシッピの鉱山で金も探していた。
1724年、エティエンヌ・ブールモンによって現在のミズーリ州キャロル郡のミズーリ川北岸に、オーリンズ砦が建設された。
1750年、サントジュヌヴィエーヴがミシシッピに建設された。フランス王ルイ15世はこの領土で黒人奴隷を使うことに関する布告を発行した。
1762年のフォンテーヌブロー条約によってスペインがこの地域の支配権を獲得したが、1770年までは実質的な支配を始めなかった。スペインの支配下でも黒人奴隷に関する法典は存続した。
1764年、フランス人ピエール・ラクレード・リゲストによってセントルイスが造られた。5年後、リゲストはセントチャールズを交易拠点として設立した。

## 19世紀

### ルイジアナ準州
1800年、スペインはこの領土をフランスに戻す交渉を行った。フランスの支配者ナポレオン・ボナパルトはこの領土を拡大するアメリカ合衆国から守るのはできないと判断した。ナポレオンはトーマス・ジェファーソン大統領のアメリカ合衆国に対し、ルイジアナ買収の一部として1803年に1,500万ドルでこの地域を売却した。
1804年にはルイス・クラーク探検隊が地域の地図作りのために出発した。1805年、セントルイスを州都とするルイジアナ準州が設立された。
1811年、蒸気船ニューオーリンズ号によって、ミシシッピ・オハイオ水系のピッツバーグからニューオーリンズまで運航が開始された。同じ年の12月16日、ニューマドリッド地震と呼ばれる一連の地震が始まり、アメリカ合衆国の歴史の中でも最大規模のものとなった。その揺れは遠くフィラデルフィアでも観測された。

### ミズーリ準州
1812年にルイジアナ州が成立した後、残ったルイジアナ準州はミズーリ準州と名前を変えた。この年、ミズーリ準州の最初の州議会が作られ、ケイプ・ジラード、ニューマドリッド、セントチャールズ、セントルイスおよびセントジュヌヴィエーヴの5郡が作られた。
1817年、蒸気船ゼブロン・M・パイク号がセントルイスに到着した。この年、ニューオーリンズからオハイオ川のケンタッキー州ルイビルにある滝まで、60ないし80トンの積載量があるバージやkeelboat（en:Keelboat）で、1回の航行あたり3，4ヶ月の時間を必要とした。1820年、蒸気船で同じ行程を15日ないし20日で航行し、1833年にはそれが6日以下となった。1834年までに230隻の蒸気船が投入されてミシシッピ川の交易に使われ、総運送量は39,000トンとなった。
特にオハイオ川やその支流からは多くの平底船が農産物を運び降ろすために使われ続けた。1842年、オハイオ州は広範な運河系を完成させ、ミシシッピ川と五大湖を繋いだ。1825年に完成したエリー運河はハドソン川を使って大西洋のニューヨーク港とを繋いでおり、その経路利用も可能になった。川や五大湖の水路系を通じて資源や農産物の交易が大きく成長した。
1818年、カトリックイエズス会の神学校であるセントルイス大学が創設され、ミシシッピ川より西では最初の大学となった。その後拡張されて一般的な学部が増設された。

### ミズーリ妥協
1818年にはまた、ミズーリが奴隷州としてアメリカ合衆国への加盟を申請した。このことは自由州と奴隷州の間の微妙なバランスの故に全国的な議論となった。1820年のミズーリ妥協によって、ミズーリが奴隷州として合衆国に加盟する道が開かれ、同時にメイン州が自由州として加盟することで、バランスが保たれた。さらに、ミズーリ妥協では北緯36度30分より北のルイジアナ領土残りについて奴隷制が無いものとすることになった。同じ年にミズーリ州の最初の憲法が採択された。翌1821年、ミズーリは合衆国24番目の州として加盟し、恒久的な議会議事堂が建設されるまで、セントチャールズを一時的な州都とした。州都は1826年にジェファーソン・シティに移された。
ミシシッピ川で蒸気船が有効に使われるようになる以前、ミシシッピ渓谷の人口は200万人に届いていなかった。その人口は1820年の250万人から急速に増加し、1840年には600万人、1860年には1,400万人を越えた。南北戦争に向かっている時代の設備の行き届いた旅客船は、オハイオ川やミシシッピ川下流を特徴づけるものだった。
この頃、ミズーリ州には自由黒人も奴隷の黒人も存在した。1824年、ミズーリ州最高裁判所は自由黒人は再度奴隷化できない、いわゆる「一旦自由、常に自由」という裁定を下した。1846年「ドレッド・スコット対サンフォード事件」の裁判が始まった。奴隷であったドレッドとハリエットのスコット夫妻が州裁判所に自由を求めて訴訟を起こした。これは彼らが以前に自由州に住んでいたいことを根拠にしていた。この裁判は1857年まで続き、スコットの要求を斥け、奴隷制維持を容認する合衆国最高裁判所の一時代を画した判決に繋がった。

### プラット買収
州成立のとき、ミズーリ州の西の境界はカンザスシティのウェストボトムズでコー川とミズーリ川が合流する地点に基づき、アイオワ州からアーカンソー州まで真っ直ぐ線を引いた形になっていた。現在のミズーリ州北西部の土地はアイオワ族とソーク族、フォックス族連合に譲渡された。白人開拓者による土地の浸食に続いて、その最も顕著なものがジョセフ・ロビドーであるが、ウィリアム・クラークがインディアンたちを説得して、1836年のプラット買収の結果、7,500ドルと引き換えに彼らの土地を諦めさせた。この土地は1837年に連邦議会からも承認された。ロードアイランド州とデラウェア州を併せた面積よりやや小さい土地がミズーリ州に追加された。そこにはアンドリュー、アッチソン、ブキャナン、ホルト、ノーダウェイおよびプラットの各郡ができた

### 西部への出口
ミズーリ大学が1839年に設立された。6年後、セントルイスと東海岸が電信線で結ばれた。これと同じ年にミシシッピ川より西では最初の銀行が作られた。
カリフォルニア・ゴールドラッシュが1848年に始まり、セントルイス、インデペンデンス、ウェストポートおよびセントジョセフがカリフォルニアを目指す人々の出発点となり、ミズーリ州には「西部への出口」という渾名が付いた。1年後にカンザスシティがミズーリ川堤に作られた。
1860年、セントジョセフからカリフォルニア州サクラメントまでポニー・エクスプレス（馬による郵便配達）が走り始めたが短命に終わった。

### モルモン教とモルモン戦争
末日聖徒イエス・キリスト教会（またはモルモン教）の指導者ジョセフ・スミス・ジュニアが、ミズーリ州西部、特にインデペンデンス周辺地域やその他のミズーリ州西部地域は、天国となり採取の地となるという神のお告げを受けたと主張した。1830年代初期までにモルモン教徒がこの地域、当初はインデペンデンス周辺地域とその周囲に入ってきた。モルモン教徒の社会がデイビース郡に創られアダム・オンディ・アーマンと名付けられた。スミスは、その場所がエデンの園から追い出されたアダムの住んだ場所だと言った。
ミズーリ州西部の初期開拓者の多くは、南部州から来ており奴隷制ももたらしていたので、新参者には不満だった。モルモン教徒は集団で投票を行い、一定地域に集中して住み、自分たちの間だけで取引を行うのが普通であり、また奴隷を持とうとはしなかった。これら全てのことが、「以前からの開拓者」に猜疑心を生じさせた。モルモン教徒がその地域は神から彼らに与えられたという主張を口に出すことは、彼らとの関係と事態をさらに悪くするだけだった。1830年代半ばまでに、モルモン教徒はインデペンデンス地域から実質的に追い出されたが、北の郡部と少数は東へと移り住んだ。以前からの開拓者との紛争が新たに引き起こされ、1838年までに敵対意識が再度頂点にまで高まった。ミズーリ州知事リルバーン・ボッグスは撲滅命令の前兆となるものを発行し、それがミズーリ州人にとってどんな手段を尽くしてでもモルモン教徒を追い出そうという排除の動機となった。小競り合いや小さな戦闘が起こり、多くの人々、大半はモルモン教徒が殺された。ジョセフ・スミスは他の教派指導者等と共に監獄に入れられ、数カ所の刑務所に5ヶ月以上も留められ、裁判や聴聞の望みも無かった。スミスは逃亡を許され、彼とその教会はイリノイ州に移動して1839年にノーブーの町を作った。ミズーリ州には末日聖徒イエス・キリスト教会やキリスト教会社会によって今でも意義有ると考えられる重要な場所が多く残っている。1976年ミズーリ州は公式に撲滅命令を破棄した。

### 南北戦争
南北戦争が始まる直前、ミズーリ州人は合衆国からの脱退について投票し圧倒的な反対となった。しかし、1860年アメリカ合衆国大統領選挙で共和党（つまり反奴隷制）候補者のエイブラハム・リンカーンはミズーリ州でほんのわずかな得票率しか得られず、その大半がセントルイスからだった。北部民主党のスティーブン・ダグラスがミズーリ州の12の選挙人票を獲得したが、これはダグラスが獲得した票の全部だった。南軍側および北軍側双方への同調者が暴走し、「キャンプ・ジャクソン事件」で最初の血が流されたのはセントルイスだった。
1861年、ジョン・C・フレモント将軍は、北軍に対して武器を取った者たちに所有されてきた奴隷を解放する宣言を発した。リンカーンは即座にこの未承認の行動を撤回した。脱退主義者たちは独自の州政府を作ろうとし、アメリカ連合国に加盟し、亡命政府の首都をまずはミズーリ州ネオショに、後にはテキサス州マーシャルに作った。戦争が終わるまでに、ミズーリ州から北軍に11万名、南軍に4万名の兵士を送り出した。
ミズーリ州は北部と南部の州を結びつける戦略的な位置にあったので、州内で多くの重要な戦闘が起こった。戦闘の数を見るとバージニア州とテネシー州に次いで3番目に多い州であった。1861年に、スターリング・プライスに率いられたミズーリ州兵と呼ばれる南部寄りの部隊はブーンビルから州内南西部までの長い撤退を始めた。カーシージの戦いで、ミズーリ州兵はフランツ・シーゲル大佐に率いられた正規兵分遣隊を破った。その後直ぐに、ミズーリ州兵、アーカンソー州兵および南軍の正規兵からなる12,000名の合同部隊が、ウィルソンズ・クリークの戦い（あるいはオークヒルズの戦い）でナサニエル・ライアンの北軍に完勝した。
ウィルソンズ・クリークでの成功に続いて、南軍は北へ押しだし、第一次レキシントンの戦いで3,500名の守備隊を降伏させた。北軍はミズーリ州を取り返す作戦を立て、南軍を州内から撤退させ、アーカンソー州や後にはミシシッピ州に迫った。
アーカンソー州では、ミズーリ州人がピーリッジの戦いに参戦し敗北した。ミシシッピ州では、ミズーリ州兵の1部隊が第二次コリンスの戦いとイウカの戦いに参加し、大きな損失を蒙った。

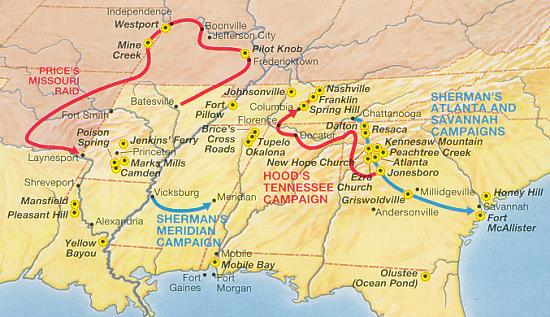
西部戦線におけるプライスの襲撃ルート（左上の赤矢印）

1864年、スターリング・プライスはミズーリ州開放の計画を立て、1864年の襲撃を開始した。州内南東部をまず叩き、北へ進軍してダビドソン砦を奪取しようとしたが失敗した。次にセントルイスを攻撃しようとしたが、そこが重厚に要塞化されていることを発見した。そこで西に転進しミズーリ川と平行に進んだ。北軍はプライスの進軍を妨害しようと、グラスゴーの戦いや第二次レキシントンの戦いのような小規模で実質的に小競り合いの戦闘で対抗した。プライスは州内最西部へ侵攻し、リトルブルー、インデペンデンスおよびバイラムズフォードの各戦闘に参加して苦戦した。プライスのミズーリ遠征はウェストポイントの戦いで頂点を示し、3万名以上の兵士が参加したこの戦闘は南軍の敗北に繋がっていった。プライス軍はカンザス州やオクラホマ州を抜けてアーカンソー州に撤退し、戦争の残り期間はそこに留まった。
組織的な軍隊の戦闘以外にもミズーリ州ではゲリラ戦が行われた。この苦痛を伴う2つに分けられた州内で、隣人たちはしばしば戦争という言い訳を使って憎しみを培い、その隣人に武器を向けた。クァントリルの襲撃者のような流浪の部隊やブラッディ・ビル・アンダーソンの兵士たちが田園部を怯えさせ、軍事施設や民間人開拓地を襲った。ゲリラ戦が大きく拡がったために、また境界郡部の市民からの支持もあったので、北軍指導者は1863年に将軍命令11号を発し、ジャクソン、カスおよびベイツの各郡を疎開させた。彼らは住民たちを除いてゲリラに対する支援を減らした。
ミシシッピ川は北軍の支配下に入って商業が止まった。戦争が終わったとき、南部の繁栄は一時的に崩壊した。何百という蒸気船が破壊された。さらに、西部との商売の多くはニューオーリンズからミシシッピ川を通ってという経路から、五大湖を通って大西洋岸へという経路に変わり、急速に多ルート化する鉄道の新線に移っていった。もちろん、戦後直ぐにミシシッピ川を使った商業は復活したが、南西流路の出口にある砂州に妨げられた。1879年に南流路の出口にイードの突堤を設けることで解決策が得られたが、荷物を運ぶための設備は鉄道に比べてはるかに劣ったものであり、蒸気船の会社が繁栄を取り戻すことはなかった。
1865年、ミズーリ州は奴隷制を廃止した。アメリカ合衆国憲法修正第13条の採択前に即時解放の条例を発することで実行した。ミズーリ州は新憲法を採択し、元南軍の支持者には選挙権を否定し特定の職業に就くことも禁じた。

## 19世紀後半
ミズーリの女性参政権クラブは女性の選挙権を勝ち取るために1867年に組織化されたが、全国でも最初のそのような組織だった。
ミズーリ州は1875年10月30日に3回目の憲法を採択した。1882年、銀行強盗であり南軍のゲリラだったジェシー・ジェイムズがセントジョセフで殺された。

## 20世紀

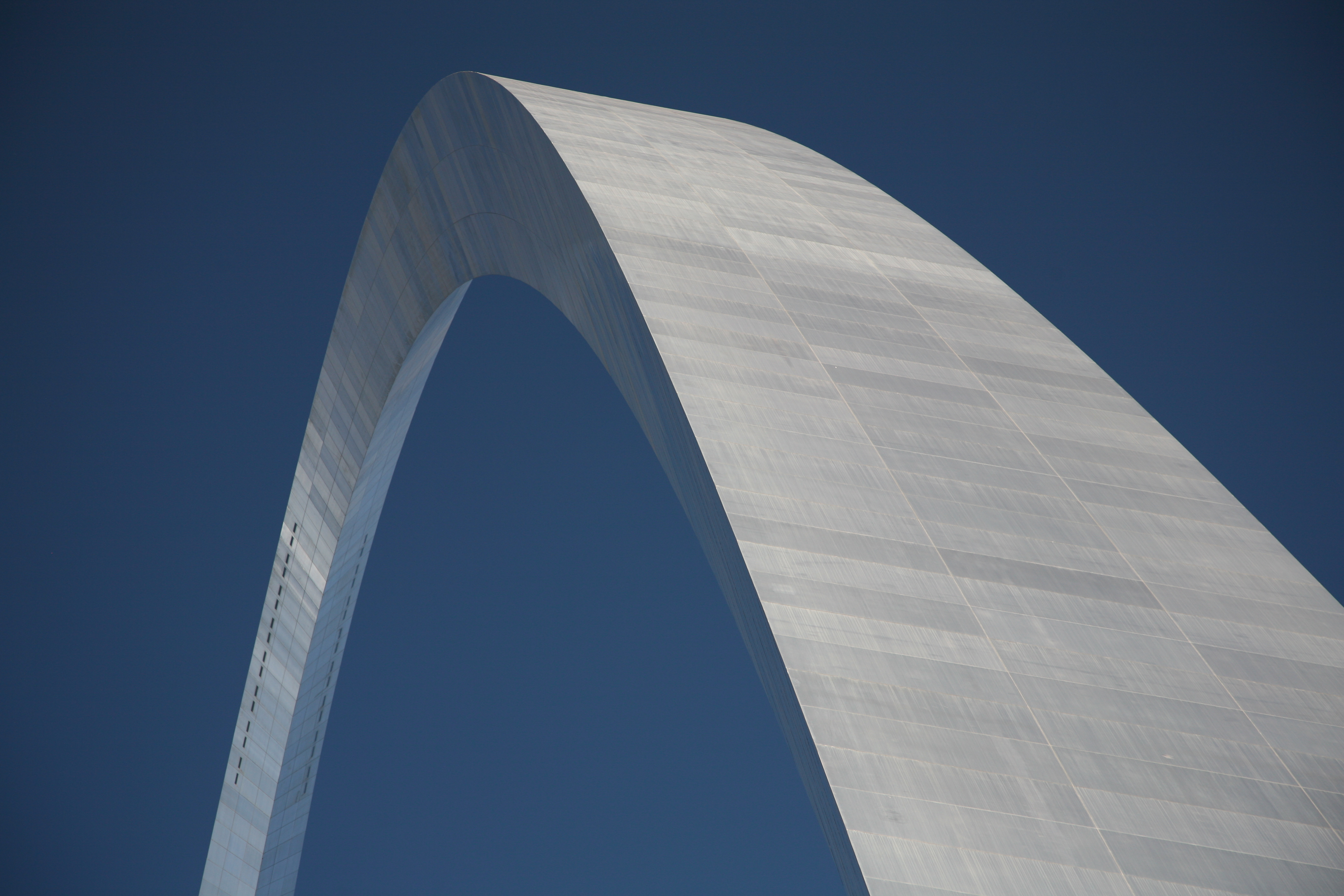
ゲートウェイアーチ

1912年3月1日、アメリカ陸軍の大尉アルバート・ベリーが、ミズーリ州上空の飛行機から初めてパラシュート降下に成功した。
1919年、ミズーリ州はアメリカ合衆国憲法修正第19条を批准したことでは11番目の州となり、女性の参政権を認めた。
ミズーリ州からの最初の大統領はハリー・S・トルーマンであり、ルーズベルトの死後1945年に就任した。トルーマンは1948年にも再選された。
セントルイスのゲートウェイアーチは1945年に建設が開始された。
1980年、裁判所に命じられた人種差別撤廃がミズーリ州で始まった。

### 1900年以前
- Richard S. Brownlee, Gray Ghosts of the Confederacy: Guerrilla Warfare in the West, 1861-1865 (Louisiana State Univ. Press, 1958)
- Albert Castel, "Order No. 11 and the Civil War on the Border," Missouri Historical Review 62 (July 1963): 357-68.
- Lawrence O. Christensen and Gary R. Kremer. A History of Missouri: Volume IV, 1875 to 1919 ISBN 0-8262-1112-7, 200 4
- Lawrence O. Christensen, William E. Foley, Gary R. Kremer, and Kenneth H. Winn, eds. Dictionary of Missouri Biography
- Michael Fellman, Inside War: The Guerrilla Conflict in Missouri during the American Civil War (Oxford Univ. Press, 1989)
- William E. Foley. A History of Missouri Volume I, 1673 to 1820 ISBN 0-8262-1285-9
- Lorenzo J. Greene, Gary R. Kremer, Antonio F. Holland. Missouri's Black Heritage (1993)
- Perry McCandless. A History of Missouri: Volume II, 1820 to 1860 ISBN 0826204945
- William E. Parrish. A History of Missouri: Volume III, 1860 to 1875 ISBN 0-8262-0148-2
- James Neal Primm; Economic Policy in the Development of a Western State, Missouri, 1820-1860 Harvard University Press, 1954

### 1900年以降
- Lawrence O. Christensen and Gary R. Kremer. A History of Missouri: Volume IV, 1875 to 1919 ISBN 0-8262-1112-7, 200 4
- Lorenzo J. Greene, Gary R. Kremer, Antonio F. Holland. Missouri's Black Heritage (1993)
- Richard S. Kirkendall. A History of Missouri: Volume V: 1919 to 1953 ISBN 0-8262-0494-5, 200 4
- Lawrence H. Larsen. History of Missouri. Volume VI: 1953 to 2003. (Columbia: University of Missouri Press, 2004. ISBN 0-8262-1546-7)
- WPA; Missouri: A Guide to the "Show Me" State Duell, Sloan and Pearce, (1941)